# Stipagrostis sokotrana
Stipagrostis sokotrana är en gräsart som först beskrevs av Friedrich Vierhapper, och fick sitt nu gällande namn av De Winter. Stipagrostis sokotrana ingår i släktet Stipagrostis och familjen gräs. Inga underarter finns listade i Catalogue of Life.